# Жуан Паулу Фернандіш
Жуан Паулу Морейра Фернандіш (порт. João Paulo Moreira Fernandes; нар. 26 травня 1998, Рібейра-Гранде, Кабо-Верде) — кабовердійський футболіст, вінгер румунського клубу «Оцелул» та національної збірної Кабо-Верде.

## Клубна кар'єра
Народився в місті Рібейра-Гранде. Вихованець «Спортінга» (Прая), за дорослу команду якого виступав з 2017 по 2018 рік.
На початку липня 2018 року переїхав до Португалії, де став гравцем «Марії да Фонте». У футболці нового клубу ддебютував 2 вересня 2018 року в програному (1:2) домашньому поєдинку 4-го туру чемпіонату Португалії (третій дивізіон національного чемпіонату) проти «Трофенсе». Жуан Паулу вийшов на поле на 50-й хвилині, замінивши свого співвітчизника Жуана Пауліну. Першим голом за «Марію да Фонте» відзначився 11 листопада 2018 року на 3-й хвилині переможного (3:1) виїзного поєдинку 11-го туру чемпіонату Португалії проти «Олівейренсе». Фернандіш вийшов на поле в стартовому складі та відіграв увесь матч. У сезоні 2018/19 років зіграв 30 матчів у третьому дивізіоні Португалії, в яких відзначився 2-ма голами. На початку липня 2019 року вільним агентом перебрався до «Леси». У футболці клубу з однойменного міста дебютував 5 жовтня 2019 року в нічийному (1:1) домашньому поєдинку 6-го туру чемпіонату Португалії проти «Канелаша 2010». Жуан вийшов на поле на 60-й хвилині, замінивши Бруну Симоєша. Першим голом за «Лесу» відзначився 22 грудня 2019 року на 3-й хвилині переможного (4:0) домашнього поєдинку 15-го туру чемпіонату Португалії проти «Гінасіу Фігейренси». Фернандіш вийшов на поле в стартовому складі, а на 56-й хвилині його замінив Бруну Симоєш. За два сезони, проведені в команді з однойменного міста, у чемпіонаті Португалії зіграв 42 матчі (4 голи), у кубку країни — 2 та 1 матч — у Кубку португальської ліги.
Напередодні старту сезону 2020/21 років став гравцем клубу другого дивізіону чемпіонату Португалії «Фейренсі». За нову команду дебютував 7 серпня 2021 року в програному (1:2) домашньому поєдинку 1-го туру Сегунда-Ліги проти «Спортінга» (Ковілья). Жуан вийшов на поле на 46-й хвилині, замінивши Латира Фаля.

## Кар'єра в збірній
У червні 2021 року отримав виклик до табору збірної Кабо-Верде на товариські матчі. За національну команду дебютував 8 червня 2021 року в програному (0:2) товариському матчі проти Сенегалу.

## Статистика виступів

### Клубна
Станом на 7 жовтня 2021.
| Сезон              | Команда            | Чемпіонат          | Чемпіонат | Чемпіонат | Нац. кубок | Нац. кубок | Нац. кубок | Конт. кубок | Конт. кубок | Конт. кубок | Інші кубки | Інші кубки | Інші кубки | Загалом | Загалом |
| Сезон              | Команда            | Змаг               | Матчі     | Голи      | Змаг       | Матчі      | Голи       | Змаг        | Матчі       | Голи        | Змаг       | Матчі      | Голи       | Матчі   | Голи    |
| ------------------ | ------------------ | ------------------ | --------- | --------- | ---------- | ---------- | ---------- | ----------- | ----------- | ----------- | ---------- | ---------- | ---------- | ------- | ------- |
| 2018-2019          | «Марія да Фонте»   | КдП                | 30        | 2         |            | -          | -          |             | -           | -           |            | -          | -          | 30      | 2       |
| 2019-2020          | «Леса»             | КдП                | 17        | 2         |            | -          | -          |             | -           | -           |            | -          | -          | 17      | 2       |
| 2020-2021          | «Леса»             | КдП                | 25        | 2         |            | -          | -          |             | -           | -           |            | -          | -          | 25      | 2       |
| Загалом за «Лесу»  | Загалом за «Лесу»  | Загалом за «Лесу»  | 42        | 4         |            | -          | -          |             | -           | -           |            | -          | -          | 42      | 4       |
| 2021-2022          | «Фейренсі»         | СЛ                 | 5         | 0         | КПЛ        | 1          | 0          |             | -           | -           |            | -          | -          | 6       | 0       |
| Загалом за кар'єру | Загалом за кар'єру | Загалом за кар'єру | 77        | 6         |            | 1          | 0          |             | -           | -           |            | -          | -          | 78      | 6       |

### У збірній
| Дата      | Місто | Господарі | Результат | Гості      | Турнір            | Голи | Примітки |
| --------- | ----- | --------- | --------- | ---------- | ----------------- | ---- | -------- |
| 8-6-2021  | Тієс  | Сенегал   | 2 – 0     | Кабо-Верде | товариський матч  | -    | 86'      |
| 7-10-2021 | Аккра | Ліберія   | 1 – 2     | Кабо-Верде | Відбір до ЧС 2022 | -    |          |
| Усього    |       | Матчів    | 2         |            | Голів             | 0    |          |

## Титули і досягнення
- Володар Кубка Молдови (1):

«Шериф»: 2024-2025